# Roa Ridge
Roa Ridge ist ein bogenförmiger und 8 km langer Gebirgskamm im ostantarktischen Viktorialand. In der Asgard Range erstreckt er sich zwischen dem Matterhorn- und dem Lacroix-Gletscher. Zu seinen Gipfeln gehören von Nordwesten nach Südosten der Vogler Peak, Mount Irvine, der Hoehn Peak, der Webb Peak und das Matterhorn.
Das New Zealand Geographic Board (NZGB) benannte den Gebirgskamm 1998 deskriptiv. Das Wort Roa aus dem Māori bedeutet lang.